# Trying to Recall (singolo)
Trying to Recall è il singolo di debutto della cantante svedese Marie Lindberg, pubblicato il 5 marzo 2007 su etichetta discografica Bolero Records e incluso nell'album eponimo.
Marie ha scritto Trying to Recall nel 1998 e l'ha inviata alla televisione SVT con la speranza di essere selezionata per partecipare a Melodifestivalen, il festival musicale annuale più importante della Svezia che funge anche come selezione nazionale per l'Eurovision Song Contest, nel 2005 e nel 2006. Pur essendo stata scartata per entrambe le edizioni, SVT l'ha invitata a ripresentarsi successivamente. Ad ottobre 2006 è stato confermato che con Trying to Recall Marie Lindberg avrebbe partecipato alla seconda semifinale di Melodifestivalen 2007, tenutasi a Göteborg il 10 febbraio 2007. Qui è stata una dei due artisti che sono riusciti a qualificarsi direttamente per la finale attraverso il televoto. Nella finale del 10 marzo Marie ha ottenuto 4 punti dalle giurie e 66 dal televoto, risultando la quarta preferita dal pubblico con l'11% dei voti totali. Con un totale di 70 punti, si è piazzata quinta.
Trying to Recall è arrivata quarta nella classifica dei singoli più venduti in Svezia, rimanendovi per diciotto settimane.

## Tracce
CD
1. Trying to Recall (Radio Version) – 3:03
2. Trying to Recall (Original Version) – 3:04

Download digitale (remix)
1. Trying to Recall (Slow Remix) – 4:32

## Classifiche
| Classifica (2007) | Posizione massima |
| ----------------- | ----------------- |
| Svezia            | 4                 |